# 라그나스트라이크 엔젤스
라그나스트라이크 엔젤스(일본어: ラグナストライクエンジェルズ, Ragnastrike Angels)는 30초 길이의 총 12화로 구성된, TV에서 방영되는 일본의 단편 애님네이션 시리즈로, 2016년 4월 3일부터 6월 19일까지 방영되었다. iOS, 안드로이드, PC용으로 2016년 12월 15일 일본 한정으로 출시된 동명의 비디오 게임에 기반을 둔다. 이 게임의 서비스는 2017년 12월 31일 종료되었다.